# سفيتلانا بلاشيفسكايا
سفيتلانا زاخاروفنا فيلهلم-بلاشيفسكايا (بالروسية: Светлана Захаровна Вильгельм-Плащевская) ( مواليد 1976 ، مدينة بيكاليفو ، منطقة لينينغراد) مغنية و ممثلة روسية للموسيقى والمسرح والسينما.